# Tennis in Noorwegen
Dit is een overzicht van de beste tennissers en tennissters van Noorwegen, alle enkelspeltitels van Noorse tennissers en tennissters en alle tennistoernooien in Noorwegen.

## Mannen

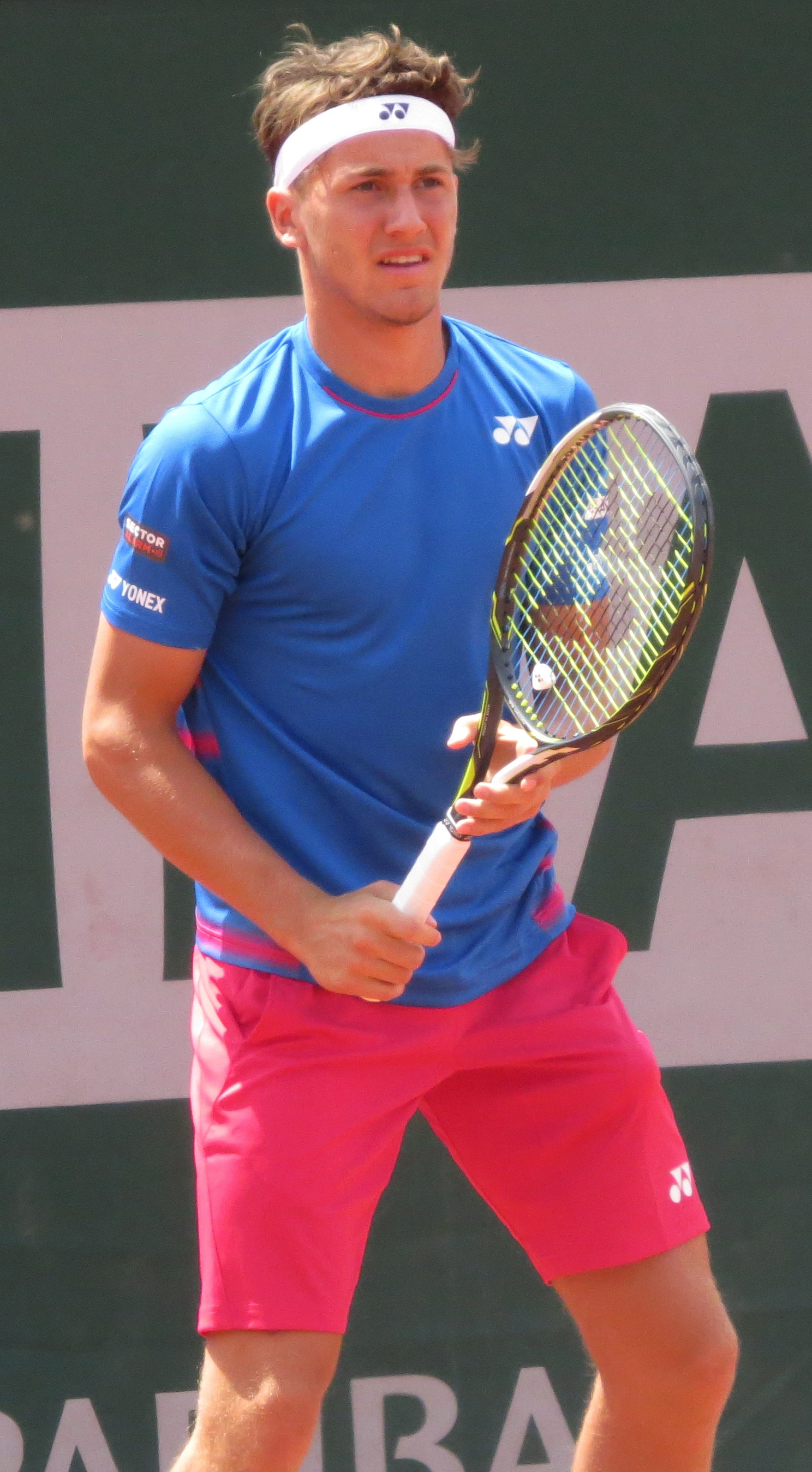
Casper Ruud (7e) de hoogst gerankte Noorse tennisser uit de geschiedenis.

### "Top 150" spelers enkelspel

#### Vanafopen tijdperk
| Nr. | Speler             | Hoogste positie | Datum hoogste positie | W-V     | Titels | Finales |
| --- | ------------------ | --------------- | --------------------- | ------- | ------ | ------- |
| 1.  | Casper Ruud        | 2               | 2022-09-12            | 279-146 | 13     | 12      |
| 2.  | Christian Ruud     | 39              | 1995-10-09            | 115-143 | 0      | 1       |
| 3.  | Jan Frode Andersen | 135             | 1999-03-29            | 24-22   | 0      | 0       |

Bijgewerkt t/m 05-06-2022

#### Vooropen tijdperk
| Nr.  | Speler | Hoogste TB ranking | Datum hoogste ranking | W-V | Titels | Finales |
| ---- | ------ | ------------------ | --------------------- | --- | ------ | ------- |
| Geen |        |                    |                       |     |        |         |

### Finaleplaatsen
| Legenda                       | Legenda               |
| ----------------------------- | --------------------- |
| Grand Slam                    |                       |
| Olympische Spelen             |                       |
| tot 2009                      | vanaf 2009            |
| Tennis Masters Cup            | ATP Finals            |
| ATP Masters Series            | ATP Tour Masters 1000 |
| ATP International Series Gold | ATP Tour 500          |
| ATP International Series      | ATP Tour 250          |

#### Enkelspel (open tijdperk)
| Nr.              | Datum            | Toernooi         | Ondergrond | Winnaar             | Tegenstander in finale | Score            | Details |
| ---------------- | ---------------- | ---------------- | ---------- | ------------------- | ---------------------- | ---------------- | ------- |
| Gewonnen finales |                  |                  |            |                     |                        |                  |         |
| 1.               | 16 februari 2020 | ATP Buenos Aires | Gravel     | Casper Ruud (1)     | Pedro Sousa            | 6-1, 6-4         | Details |
| 2.               | 22 mei 2021      | ATP Genève       | Gravel     | Casper Ruud (2)     | Denis Shapovalov       | 7-66, 6-4        | Details |
| 3.               | 18 juli 2021     | ATP Båstad       | Gravel     | Casper Ruud (3)     | Federico Coria         | 6-3, 6-3         | Details |
| 4.               | 25 juli 2021     | ATP Gstaad       | Gravel     | Casper Ruud (4)     | Hugo Gaston            | 6-3, 6-2         | Details |
| 5.               | 31 juli 2021     | ATP Kitzbühel    | Gravel     | Casper Ruud (5)     | Pedro Martínez         | 6-1, 4-6, 6-3    | Details |
| 6.               | 3 oktober 2021   | ATP San Diego    | Hardcourt  | Casper Ruud (6)     | Cameron Norrie         | 6-0, 6-2         | Details |
| 7.               | 13 februari 2022 | ATP Buenos Aires | Gravel     | Casper Ruud (7)     | Diego Schwartzman      | 5-7, 6-2, 6-3    | Details |
| 8.               | 21 mei 2022      | ATP Genève       | Gravel     | Casper Ruud (8)     | João Sousa             | 7-63, 4-6, 7-61  | Details |
| Verloren finales |                  |                  |            |                     |                        |                  |         |
| 1.               | 16 juli 1995     | ATP Båstad       | Gravel     | Fernando Meligeni   | Christian Ruud (1)     | 6-4, 6-4         | Details |
| 2.               | 14 april 2019    | ATP Houston      | Gravel     | Christian Garín     | Casper Ruud (1)        | 7-6(4), 4-6, 6-3 | Details |
| 3.               | 1 maart 2020     | ATP Santiago     | Gravel     | Thiago Seyboth Wild | Casper Ruud (2)        | 7-5, 4-6, 6-3    | Details |
| 4.               | 3 april 2022     | ATP Miami        | Hardcourt  | Carlos Alcaraz      | Casper Ruud (3)        | 7-5, 6-4         | Details |
| 5.               | 5 juni 2022      | Roland Garros    | Gravel     | Rafael Nadal        | Casper Ruud (4)        | 6-3, 6-3, 6-0    | Details |

Bijgewerkt t/m 05-06-2022

### Toernooien
| Naam                                  | Plaats      | Categorie          | Ondergrond                                                            | Periode          | Locatie | Jaargangen                         |
| ------------------------------------- | ----------- | ------------------ | --------------------------------------------------------------------- | ---------------- | ------- | ---------------------------------- |
| Huidige toernooien                    |             |                    |                                                                       |                  |         |                                    |
| Geen                                  |             |                    |                                                                       |                  |         |                                    |
| Voormalige toernooien                 |             |                    |                                                                       |                  |         |                                    |
| Lillehammer Challenger                | Lillehammer | ATP Challenger     | Gravel                                                                | Juli             |         | 1995                               |
| Bergen Challenger                     | Bergen      | ATP Challenger     | Tapijt, indoor                                                        | Oktober/november |         | 1985-1990                          |
| Bergen (outdoor) Challenger           | Bergen      | ATP Challenger     | Gravel                                                                | Juni             |         | 1985-1986                          |
| Scandinavian Indoor Championships     | Oslo        |                    | Tapijt, indoor (1979, 1974 en 1970) Hout, indoor (1966, 1962 en 1955) | Januari/februari |         | 1979, 1974, 1970, 1966, 1962, 1955 |
| Oslo Open                             | Oslo        | Grand Prix circuit | Indoor                                                                | November         |         | 1974                               |
| Norwegian International Championships | Oslo        |                    | Gravel, buiten                                                        | Juni             |         | 1950, 1952-1954, 1958-1964         |
| Njaard Cup                            | Oslo        |                    | Indoor                                                                | Januari          |         | 1960                               |

## Vrouwen

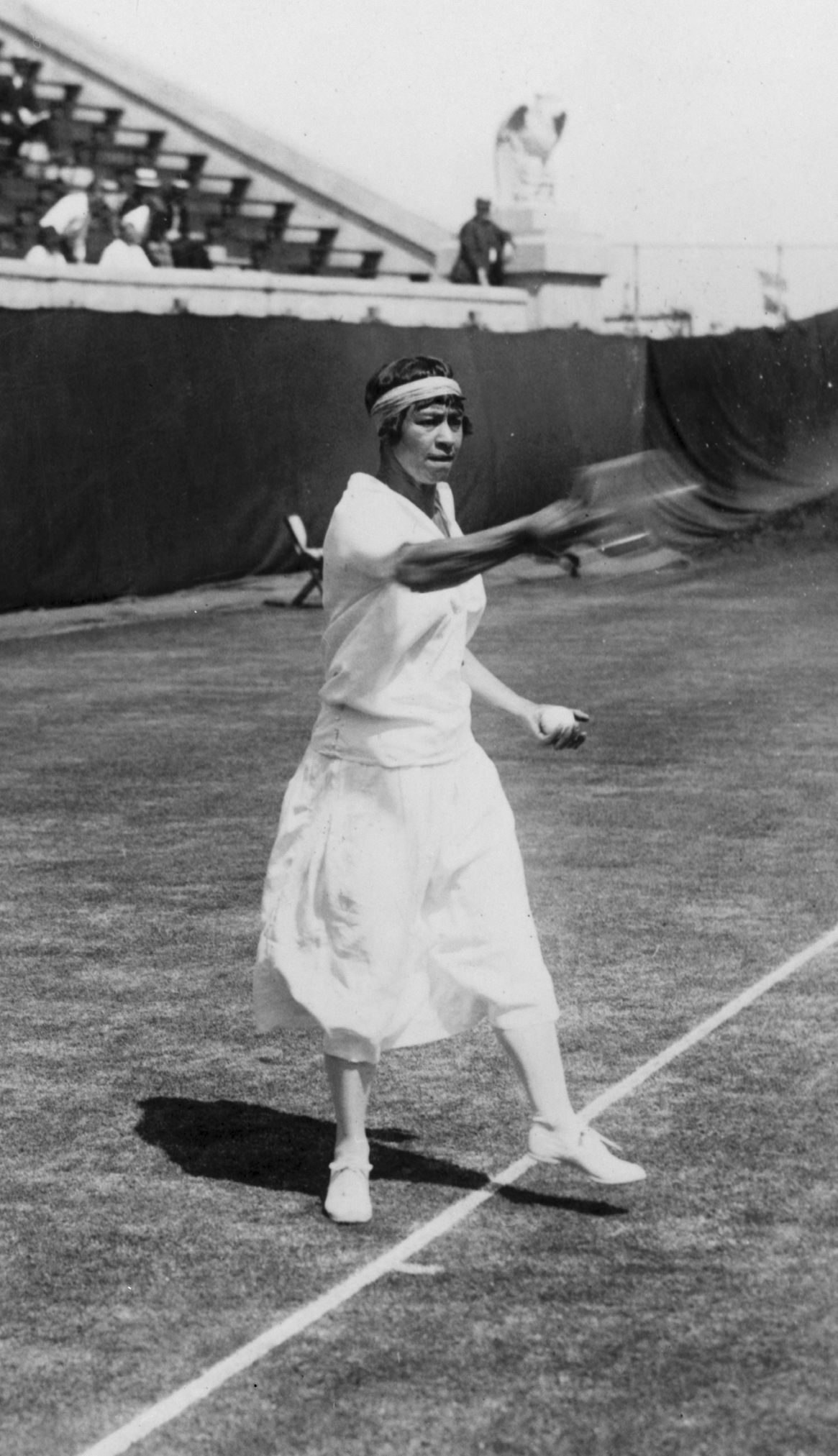
Molla Bjurstedt-Mallory de beste Noorse tennisster uit de geschiedenis met 4 US Open titels voor Noorwegen.

### "Top 150" speelsters enkelspel (vanafopen tijdperk)
| Nr.  | Speelster | Hoogste positie | Datum hoogste positie | W-V | Titels | Finales |
| ---- | --------- | --------------- | --------------------- | --- | ------ | ------- |
| Geen |           |                 |                       |     |        |         |

Bijgewerkt t/m 20-07-2018

### Grandslam speelsters enkelspel (vooropen tijdperk)
| Speelster               | Grandslamtitels | Grandslamfinales |
| ----------------------- | --------------- | ---------------- |
| Molla Bjurstedt-Mallory | 4               | 0                |

### Finaleplaatsen
| Legenda                | Legenda                  |
| ---------------------- | ------------------------ |
| Grandslamtoernooi      |                          |
| Olympische Spelen      |                          |
| Year-End Championships |                          |
| tot 2009               | 2009 – 2020 / vanaf 2021 |
| Tier I                 | Premier Mandatory        |
| Tier II                | Premier Five / WTA 1000  |
| Tier III               | Premier / WTA 500        |
| Tier IV & V            | International / WTA 250  |
|                        | Challenger / WTA 125     |

#### Enkelspel (open tijdperk)
| Nr.              | Datum | Toernooi | Ondergrond | Winnaar | Tegenstander in finale | Score | Details |
| ---------------- | ----- | -------- | ---------- | ------- | ---------------------- | ----- | ------- |
| Gewonnen finales |       |          |            |         |                        |       |         |
| Geen             |       |          |            |         |                        |       |         |
| Verloren finales |       |          |            |         |                        |       |         |
| Geen             |       |          |            |         |                        |       |         |

Bijgewerkt t/m 20-07-2018

#### Enkelspel (voor open tijdperk)
| Nr.              | Datum        | Toernooi | Ondergrond | Winnaar             | Tegenstander in finale   | Score         | Details |
| ---------------- | ------------ | -------- | ---------- | ------------------- | ------------------------ | ------------- | ------- |
| Gewonnen finales |              |          |            |                     |                          |               |         |
| 1.               | 13 juni 1915 | US Open  | Gras       | Molla Bjurstedt (1) | Hazel Hotchkiss-Wightman | 4-6, 6-2, 6-0 |         |
| 2.               | 12 juni 1916 | US Open  | Gras       | Molla Bjurstedt (2) | Louise Hammond-Raymond   | 6-0, 6-1      |         |
| 3.               | 18 juni 1917 | US Open  | Gras       | Molla Bjurstedt (3) | Marion Vanderhoef        | 4-6, 6-0, 6-2 |         |
| 4.               | 22 juni 1918 | US Open  | Gras       | Molla Bjurstedt (4) | Eleanor E. Goss          | 6-4, 6-3      |         |
| Verloren finales |              |          |            |                     |                          |               |         |
| Geen             |              |          |            |                     |                          |               |         |

Bijgewerkt t/m 20-07-2018

### Toernooien
| Naam                              | Plaats | Categorie | Ondergrond                                                            | Periode          | Locatie | Jaargangen                         |
| --------------------------------- | ------ | --------- | --------------------------------------------------------------------- | ---------------- | ------- | ---------------------------------- |
| Huidige toernooien                |        |           |                                                                       |                  |         |                                    |
| Geen                              |        |           |                                                                       |                  |         |                                    |
| Voormalige toernooien             |        |           |                                                                       |                  |         |                                    |
| Scandinavian Indoor Championships | Oslo   |           | Tapijt, indoor (1979, 1974 en 1970) Hout, indoor (1966, 1962 en 1955) | Januari/februari |         | 1979, 1974, 1970, 1966, 1962, 1955 |

## Tennisspelers van Noorse afkomst
| Naam                    | Hoogste positie | Datum hoogste positie | W-V | Grandslamtitels | Grandslamfinales | Uitkomend voor                | Geboren in |
| ----------------------- | --------------- | --------------------- | --- | --------------- | ---------------- | ----------------------------- | ---------- |
| Molla Bjurstedt-Mallory |                 |                       |     | 4               | 3                | Verenigde Staten (vanaf 1919) | Noorwegen  |

Bijgewerkt t/m 20-07-2018

## Ledenaantallen NTF
Hieronder de ontwikkeling van het ledenaantal en het aantal verenigingen:
| Jaar | Ledenaantallen | Ledenaantallen | Ledenaantallen | Verenigingen |
| Jaar | Mannen         | Vrouwen        | Totaal         | Verenigingen |
| ---- | -------------- | -------------- | -------------- | ------------ |
| 2017 | 16.055         | 10.683         | 26.738         | 150          |
| 2016 | 15.504         | 10.165         | 25.669         | 149          |
| 2015 |                |                |                |              |
| 2014 | 15.714         | 10.030         | 25.744         | 142          |
| 2013 | 15.394         | 9.477          | 24.871         | 144          |
| 2012 | 15.293         | 9.264          | 24.557         | 140          |
| 2011 | 15.336         | 9.199          | 24.535         | 139          |
| 2010 | 15.506         | 9.481          | 24.987         | 143          |
| 2009 | 13.808         | 8.558          | 22.366         | 137          |
| 2008 | 13.387         | 8.504          | 21.891         | 137          |
| 2007 | 13.412         | 8.697          | 22.109         | 142          |
| 2006 | 12.798         | 8.674          | 21.472         | 145          |
| 2005 | 12.707         | 8.681          | 21.388         | 144          |
| 2004 | 13.685         | 8.444          | 22.129         | 147          |
| 2003 | 13.716         | 8.580          | 22.296         | 151          |
| 2002 | 13.587         | 8.021          | 21.608         | 150          |